# 李元翼
李 元翼（イ・ウォンイク、嘉靖26年10月24日〈1547年12月5日〉 - 崇禎7年1月29日〈1634年2月26日〉）は、李氏朝鮮の重臣。字は公勵（公励）、号は梧里、諡号は文忠。太宗の王子の益寧君李袳の四世孫。父は李億載（咸川君）。姻戚に尹鑴・許穆・李舜臣などがいる。

## 生涯

### 初期の活動

#### 家系と少年・青年期
李元翼は王の親族の全州李氏の出自で、咸川都正であった李億載と、東萊鄭氏の司憲府監察鄭錙の娘の次男として出生した。ちなみに王族としての待遇は父代で終わっている。太宗の庶子の益寧君から四世孫にあたる。曾祖父は秀泉君李貞恩。祖父は青杞君李彪。また母方の祖先には、癸酉靖難で世祖反正を助け、領議政であった金礩と鄭昌孫がいる。また彼は背が低かった。
1562年（明宗17年）に四部学堂の一つの東学に入学し、1564年（明宗19年）に生員試に合格し、蔭補によって承議郎となり、その後、進士試も受け合格した。

#### 官吏生活

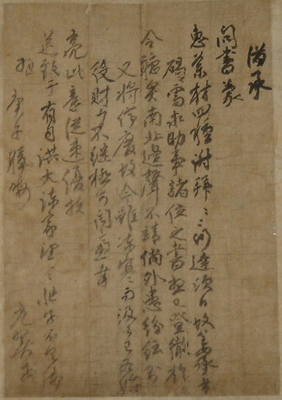
李元翼直筆簡札

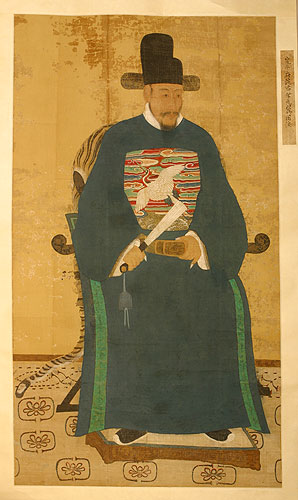

1569年（宣祖2年）に文科に合格して翌年承文院正字となった。この頃はむやみに人に会う事はせず、公務以外は外に出なかったため彼を知る者はいなかったが、李珥・柳成龍と知り合う。
1573年（宣祖6年）に成均館典籍に異動し聖節賀正官になり、明への使節に従って明に使した。翌年、礼曹佐郎に選抜され、黄海道都事、軍器寺判官を歴任した。また黄海道都事の頃、黄海道観察使であった李珥の下で忠実に働いたことで、1576年（宣祖9年）に李珥の推薦で司諫院正言となる。
1578年（宣祖11年）に玉堂に入り、弘文館修撰となり、その後も、弘文館校理、司憲府持平、承政院同副承旨、1583年（宣祖16年）に承政院右副承旨となるが、王子師傅河洛上疏事件により辞任。1587年（宣祖20年）に吏曹参判権克礼の推薦で安州牧使となって、民の暮らしの安定のために尽くした。更に刑曹参判から1591年（宣祖24年）に大司憲となる。

### 政治活動

#### 壬辰倭乱
1592年（宣祖25年）に文禄・慶長の役が起こると吏曹判書と平安道都巡察使を兼ね、先行して敗れたのち定州で兵を募った。正憲を加えられ、観察使となって大同江以西の地を守る。7月には明から来援した祖承訓が小西行長の守る平壌城を攻撃し、共にこれを攻めるが敗退した。
翌1593年（宣祖26年）1月に明の総兵官である李如松の平壌城攻撃に参加して平壌城を回復した。2月にはこの功績により崇政大夫（従一品）を加えられた。1595年（宣祖28年）、李恒福の後任として右議政となり四道都体察使を兼ねる。嶺南に布陣して日本軍への対応に当たると共に、食料調達などの明軍支援を実施した。8月に綱紀の乱れを正すために部下を処罰した全羅道兵馬節度使の李福男を讒言により革職して笞刑に処し、後任に朴晋を任じた（その後、李福男は南原の戦いで戦死）。
1598年（宣祖31年）、稷山の戦いで日本軍を撃退したと評価した李氏朝鮮は、明軍の経理楊鎬の功績を本国へ知らせる陳奏辨誣使を派遣しようとした。しかし、同じ明の主事の丁応泰が楊鎬の不正を讒訴する事件が起きており、臨機応変を要求される使者の人選に領議政柳成龍をあてる案が浮上した。しかし、これは李氏朝鮮内の派閥抗争であり、北人派である前領議政の李山海らが敵対派閥を国政から排除するため陰謀であった。この事態に李元翼は自らを使者とすることを申し出て、柳成龍の排撃を防いだ。1600年に左議政と都体察使に任じられ、1604年（宣祖37年）に扈聖功臣二等に列せられ完平府院君となる。一方門下生である許穆に孫娘を与えた。また壬辰倭乱の頃から、李舜臣を評価し、李舜臣が柳成龍を批判する際にも、唯一支持した。

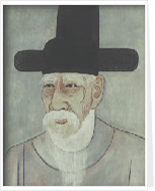
孫娘婿である許穆

#### 光海君時代
宣祖が崩御するや柳永慶ら小北派は永昌大君を王位に擁立するが、大北派が光海君を即位させ、光海君によって領議政なった。従来の貢物法を改めて、貢物を米に一元化し、農民の負担を軽減する大同法を拡大施行したり、軍事制度を改革して、悪政を正そうとした。また、みずからも土地1結あたり16斗の米を納税した。だが臨海君・永昌大君の処刑に反対したため、大北派に目をつけられた。1617年に李爾瞻が廃母論を主張すると、奇自献・鄭逑らと共に反対するが、それもむなしく江原道洪川郡に流された。1619年（光海君11年）に釈放された。

#### 仁祖時代
1623年（仁祖1年）春仁祖反正により領議政となった。だが西人との連立政権は僅か一年程で崩壊した。1624年（仁祖2年）に大北派49人を処刑する事に反対したが、仁祖はそれを無視した。また光海君の処刑についても反対し、大北派に憎悪な感情を抱く仁穆王后に懇願し光海君は死刑をまぬがれた。また大同法を全国に施行する事を提案したが、西人派・南人派の激しい反対を受けて実現しなかった。1627年丁卯胡乱には都体察使を引き受け、王世子を護衛した。ついでに訓錬都監大将に任命されたが、高齢を理由に辞職した。

#### 老後
その後致仕し、観感堂を建て、学問を研究し、門下生の育成に励んだ。特に、尹鑴・許穆などが輩出された。1632年（仁祖1年）1月10日、仁祖が承旨姜弘重に李元翼の住む家を調べさせたところ、李元翼は草家に住んでおり、災害には耐えられないということだった。仁祖はこの清貧な暮らしに感動し、5間建ての家を李元翼に下賜した。だが李元翼は民の事を考え受け取らなかった。ちなみに国王が家を建てさせて下賜した例は黄喜と李元翼だけである。1634年（仁祖12年）1月29日に死去。87歳であった。仁祖廟庭に祭られて顕彰されている。

#### 死後
李元翼は清白吏に選ばれ、党派を問わずに政治を行っていたため、南人以外の党派からも評価され、多くの逸話が伝えられている。その後も官吏たちの腐敗と専横が相次ぐが、1658年（孝宗9年）に孝宗は臣下に対し李元翼を見習わせるため、京畿道始興郡に三賢祠が建てた。その後、忠賢祠に改称され、1676年（粛宗2年）に粛宗が直に命じて忠賢書院に改称させ、賜額を下賜した。
1970年代に李元翼の遺影が一時盗難されたが、盗人たちはそれを祠堂の中に捨てており、李元翼の13代目の子孫である延世大学校教授の李昇珪が拾った。李昇珪は自分の私財を投じて李元翼のための博物館の忠賢博物館を建てた。

## 血縁関係
- 高祖父:益寧君 李袳 - 太宗の庶子
- 曾祖父:秀泉君 李貞恩
- 祖父:青杞君 李彪
  - 叔父:端川令 李億舜
  - 叔父:徳川都正 李億寿

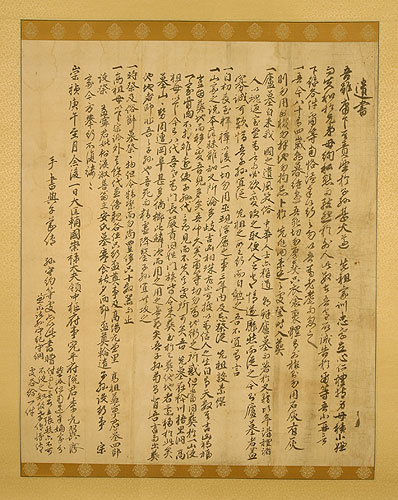
子孫に残した遺言(1630年に書いたもの)

- 父:咸川君 李億載（1503年 - 1585年）
- 嫡母（咸川君の正妻）:禹氏 - 嫡子なし
- 生母:東萊鄭氏 - 司憲府監察鄭錙の娘
- 正妻:鄭氏 - 鄭枢の娘

## 登場作品

### テレビドラマ
- 宮廷女官キム尚宮（KBS、1995年、配役：シン・グ）
- 不滅の李舜臣（KBS、2004年 - 2005年、配役：ユン・ドギョン）
- 華政（MBC、2015年、配役：キム・チャンワン）